# Athelia
Athelia is een geslacht van schimmels behorend tot de familie Atheliaceae. Het geslacht werd voor het eerst in 1822 beschreven door de mycoloog Christiaan Hendrik Persoon.

## Kenmerken
Soorten die behoren tot het geslacht Athelia vormen dunne, vliezige vruchtlichamen van witte of gebroken witte kleur. Ze zijn resupinaat, d.w.z. liggen direct op de ondergrond, en kunnen er gemakkelijk van worden losgemaakt. Het hymenium in verse staat is licht gerimpeld, droog glad. Hyfen met of zonder gespen, basishyfen vaak iets breder en dikker dan andere geslachten.

## Soorten
Volgens Index Fungorum bevat het geslacht 39 soorten (peildatum december 2021):
| Soortnaam                                    | Auteur(s)                            | Publicatiejaar |
| -------------------------------------------- | ------------------------------------ | -------------- |
| Athelia acrospora                            | Jülich                               | 1972           |
| Athelia alnicola                             | (Bourdot & Galzin) Jülich            | 1972           |
| Athelia alutacea                             | Jülich                               | 1972           |
| Athelia arachnoidea (Tweesporig vliesje)     | (Berk.) Jülich                       | 1972           |
| Athelia bambusae                             | Gilb. & Adask.                       | 1993           |
| Athelia binucleospora (Tweekernig vliesje)   | J. Erikss. & Ryvarden                | 1973           |
| Athelia bombacina (Witzijdig vliesje)        | (Link) Pers.                         | 1822           |
| Athelia byssoidea                            | Pers.                                | 1826           |
| Athelia cibotii                              | Gilb. & Hemmes                       | 1997           |
| Athelia citrina                              | Pers.                                | 1818           |
| Athelia cystidiolophora                      | Parmasto                             | 1967           |
| Athelia decipiens (Gesploos vliesje)         | (Höhn. & Litsch.) J. Erikss.         | 1958           |
| Athelia epidermea                            | Pers.                                | 1822           |
| Athelia epiphylla (Gewoon vliesje)           | Pers.                                | 1818           |
| Athelia fibulata (Gespenvliesje)             | M.P. Christ.                         | 1960           |
| Athelia globularis                           | M.P. Christ.                         | 1960           |
| Athelia macularis                            | (Lair) Ginns                         | 1992           |
| Athelia malyshevae                           | Zmitr.                               | 2004           |
| Athelia neuhoffii (Kortsporig gespenvliesje) | (Bres.) Donk                         | 1957           |
| Athelia nivea                                | Jülich                               | 1972           |
| Athelia ovata (Eisporig vliesje)             | Jülich                               | 1972           |
| Athelia pallida                              | Pers.                                | 1818           |
| Athelia pellicula                            | Chevall.                             | 1826           |
| Athelia phialophora                          | Zmitr. & Spirin                      | 2001           |
| Athelia phycophila                           | Jülich                               | 1972           |
| Athelia poeltii                              | Jülich                               | 1978           |
| Athelia psychrophila                         | (Stalpers & R.P. de Vries) P.M. Kirk | 2014           |
| Athelia repetobasidiifera                    | N. Maek.                             | 1993           |
| Athelia rolfsii                              | (Curzi) C.C. Tu & Kimbr.             | 1978           |
| Athelia salicum (Wilgenvliesje)              | Pers.                                | 1822           |
| Athelia scutellaris                          | (Berk. & M.A. Curtis) Gilb.          | 1974           |
| Athelia sibirica                             | (Jülich) J. Erikss. & Ryvarden       | 1973           |
| Athelia singularis                           | Parmasto                             | 1967           |
| Athelia strigosa                             | (Pers.) Pers.                        | 1822           |
| Athelia subovata (Klompspoorvliesje)         | Jülich & Hjortstam                   | 1971           |
| Athelia taxi                                 | Pers.                                | 1822           |
| Athelia tenuispora (Smalsporig vliesje)      | Jülich                               | 1972           |
| Athelia teutoburgensis (Grootsporig vliesje) | (Brinkmann) Jülich                   | 1973           |
| Athelia turficola                            | G.B. Schlechte & P. Hoffm.           | 2000           |